# سحر مندور
سحر مندور (م. 1977) هي صحافية وروائيّة مصريّة الأب ولبنانيّة الأم، تقيم في بيروت.

## سيرتها المهنية
درست مندور علم النفس في جامعة القديس يوسف في بيروت، وحصلت على شهادة الماجستير في دراسات الإعلام من جامعة لندن. تعمل مندور كمترجمة ومحررة وعضوة في المجلس الاستشاري للعديد من أعداد مجلة كُحل لأبحاث الجسد والجندر.
كما وأنها تهتم مندور بقضايا المرأة وحقوقها، وكتبت عدة من الجرائد عن هذه القضايا مثل: جريدة السفير (1998-2017) وموقع جدلية ومدى مصر.

## أعمالها الأدبية ومقالاتها
- مقالة من الشتات إلى القومية عبر الإستعمار - “الذاكرة” اليهودية تحت التبييض، والأسرلة، والغسيل الوردي، ومحو الكويرية - مجلة كحل (2015)
- مقالة الطلاق الشفهي بين الشيخ والرئيس - موقع مدى مصر (2017)
- مقالة لما يسارع الرجال لتصويب كلام النساء؟ - موقع جدليّة (2016)
- مقالة الجنس في زمن كاترين دونوف - مدوّنة سحر مندور (2018)
- رواية سأرسم نجمة على جبين فيينا - منشورات لا سيديتك (2007)
- رواية حب بيروتي - دار الآداب (2008)
- رواية مينا - دار الأدب (2012)

## روابط خارجية
- مقابلة في جريدة الحياة :«مينا» سحر مندور لا تقل التباساً عن «بيروت»
- صفحة سحر مندور على موقع جائزة كتارا للراوية العربية
- مدونة سحر مندور